# 貢貝特湖

51°03′35″N 9°17′09″E / 51.059631°N 9.285768°E
貢貝特湖（德語：Gombether See），是德國的人工湖泊，位於該國中部，由黑森州負責管轄，處於施瓦爾姆-埃德爾縣，面積0.3平方公里，海拔高度177米，最大水深20米。